# 寿薬品 (大阪府)
寿薬品株式会社（ことぶきやくひん）は、かつて大阪府大阪市東区大手通2-32に本社を置いていた、医薬品卸売販売をおこなう企業であった。第一製薬系医薬品卸。

## 概要
- 資本金　1000万円
- 代表取締役社長　福井繁次郎
- 昭和21年7月26日設立

## 大株主
- 第一製薬

## 主要取引企業
- 第一製薬98％
- 第一化学薬品1％
- その他1％